# Pollestad
Pollestad är en tätort i Klepps kommun i Rogaland fylke i sydvästra Norge. Orten ligger där fylkesväg 4448 möter fylkesväg 4398, fylkesväg 4450 och fylkesväg 4454, väster om staden Bryne.